# Райнхарт (тауншип, Миннесота)
Райнхарт (англ. Rhinehart) — тауншип в округе Полк, Миннесота, США. На 2000 год его население составило 91 человек.

## География
По данным Бюро переписи населения США площадь тауншипа составляет 7,4 км², из которых 7,4 км² занимает суша, водоёмов нет.

## Демография
По данным переписи населения 2000 года здесь находились 91 человек, 31 домохозяйств и 23 семей. Плотность населения —  12,3 чел./км². На территории тауншипа расположено 32 построек со средней плотностью 4,3 построек на один квадратный километр. Расовый состав населения: 98,90% белых и 1,10% азиатов.
Из 31 домохозяйств в 38,7% воспитывались дети до 18 лет, в 74,2% проживали супружеские пары, в 3,2% проживали незамужние женщины и в 22,6% домохозяйств проживали несемейные люди. 22,6% домохозяйств состояли из одного человека, при том 6,5% из — одиноких пожилых людей старше 65 лет. Средний размер домохозяйства — 2,94, а семьи — 3,46 человека.
33,0% населения младше 18 лет, 5,5% в возрасте от 18 до 24 лет, 25,3% от 25 до 44, 26,4% от 45 до 64 и 9,9% старше 65 лет. Средний возраст — 36 лет. На каждые 100 женщин приходилось 85,7 мужчин. На каждые 100 женщин старше 18 приходилось 96,8 мужчин.
Средний годовой доход домохозяйства составлял 63 500 долларов, а средний годовой доход семьи —  63 333 долларов. Средний доход мужчин —  63 125  долларов, в то время как у женщин — 24 375. Доход на душу населения составил 24 876 долларов. За чертой бедности не находилась ни одна семья и 2,2% всего населения тауншипа.